# Ostankoa
Ostankoa (en francès i oficialment Orsanco), és un municipi de la Baixa Navarra, un dels set territoris del País Basc, al departament dels Pirineus Atlàntics i a la regió de la Nova Aquitània. Limita amb les comunes de Donapaleu al nord, Bithiriña al nord-oest, Uharte Garazi a l'est, Landibarre al sud-oest i Izura-Azme al sud.

## Demografia
| Evolució de la població |      |      |      |      |      |      |      |      |
| 1793                    | 1800 | 1806 | 1821 | 1831 | 1836 | 1841 | 1846 | 1851 |
| 223                     | 222  | 247  | 245  | 293  | 238  | 244  | 272  | 272  |

| 1856 | 1861 | 1866 | 1872 | 1876 | 1881 | 1886 | 1891 | 1896 |
| ---- | ---- | ---- | ---- | ---- | ---- | ---- | ---- | ---- |
| 242  | 239  | 205  | 187  | 189  | 207  | 202  | 192  | 182  |

| 1901 | 1906 | 1911 | 1921 | 1926 | 1931 | 1936 | 1946 | 1954 |
| ---- | ---- | ---- | ---- | ---- | ---- | ---- | ---- | ---- |
| 183  | 193  | 223  | 170  | 172  | 149  | 165  | 158  | 138  |

| 1962 | 1968 | 1975 | 1982 | 1990 | 1999 | 2006 | 2011 | 2016 |
| ---- | ---- | ---- | ---- | ---- | ---- | ---- | ---- | ---- |
| 116  | 106  | 86   | 91   | 89   | 96   | 96   | -    | -    |

| 2019 | - | - | - | - | - | - | - | - |
| ---- | - | - | - | - | - | - | - | - |
| -    | - | - | - | - | - | - | - | - |

## Administració
| Data d'elecció                               | Identitat        | Qualitat |
| -------------------------------------------- | ---------------- | -------- |
| Les dades anteriors a 1995 són desconegudes. |                  |          |
| 1995                                         | Jean Goyhenetche |          |
| 2001                                         | Jean-Marc Bonzom |          |